# Матей Николов Матеев
Вижте пояснителната страница за други личности с името Матей Матеев.
Матей Николов Матеев е български архитект, главен архитект на Пловдив

## Биография
Роден е на 28 февруари 1932 г. в Смолян. През 1954 г. Матеев завършва архитектурния факултет в Държавната Политехника. Рработи в Териториалната проектантска организация в Пловдив. Последователно е асистент, главен асистент и доцент в УХТ. Заместник-кмет и главен архитект на Пловдив в периода 1974 – 1977. От 1984 до 1988 г. е съветник в Министерството за градско развитие и жилища в Етиопия и лектор в архитектурния факултет в Адис Абеба по съвместителство. Автор е на над 45 реализирани проекта в България и 16 в чужбина. Спечелил е над 30 международни конкурса. Участва на над 80 конференции и прави над 20 самостоятелни изложби.
Автор е на сградата на Държавния Съвет на Етиопия, на пала №3 в Международния панаир е Пловдив; на сградата на общинския съвет в Карлово; на пеещите фонтани в Пловдив. Изследовател е на старинната родопска и пловдивска архитектура. Основоположник е на наподобяващата „Бионика в архитектурата“.
Почетен член на Камарата на архитектите в България от 2005 г. и Следовник на народните будители (2007).